# رنچوان
رنچوان (به لاتین: Renchuan) یک شهرک در جمهوری خلق چین است که در شهرستان پانان واقع شده‌است.